# Jugoslovanske železnice
Jugoslovanske železnice (kratica: JŽ, ЈЖ v cirilici; srbohrvaško in hrvaško: Jugoslavenske željeznice, srbsko: Југословенске железнице; makedonsko: Југословенски железници) je bilo državno podjetje za upravljanje železniške infrastrukture ter operater železniškega prometa v Jugoslaviji, ki je delovalo od leta 1945 do razpada Jugoslavije.